# Халилов, Динар Галиевич
Халилов Динар Галиевич (род. 19 апреля 1971, Салават, Башкирская АССР) — глава администрации Кировского района городского округа город Уфа Республики Башкортостан. Глава администрации города Салавата (2019—2020).

## Биография
Халилов Динар Галиевич родился 19 апреля 1971 года в городе Салават БАССР. Он учился в школе № 17, затем поступил в Башкирский государственный университет на исторический факультет и после его окончания с 1993 по 1995 года являлся аспирантом института истории языка и литературы УНЦ РАН. В 1995 году был специалистом исполнительной дирекции Всемирного курултая башкир. С 1995 по 1997 года — главный специалист Администрации города Уфа.
В 1997—2003 годах — начальник управления по культуре и делам молодёжи Администрации Кировского района города Уфа. Динар Галиевич в 2003 году был начальником отдела по гуманитарным вопросам Администрации города Уфы. В 2003—2005 годах — заместитель главы муниципального образования Дёмский район города Уфы по гуманитарным вопросам. В 2006 году стал заместителем главы Администрации Демского района городского округа города Уфа Республики Башкортостан по гуманитарным вопросам и социальным вопросам.
А в 2008 году Халилов Динар Галиевич работал начальником управления по социальной поддержке населения Администрации городского округа города Уфа Республики Башкортостан. С 2011 года — глава Администрации Кировского района городского округа города Уфа Республики Башкортостан. С февраля 2019 по апрель 2020 год возглавлял администрацию города Салавата.
Является обладателем классного чина: Действительный муниципальный советник первого класса.